# Azimua Tholi
Gli Azimua Tholi sono una struttura geologica della superficie di Venere.